# Rosocha (potok)
Rosocha – potok, lewy dopływ Mszanki o długości 5,58 km. Cała jego zlewnia znajduje się w granicach wsi Lubomierz w województwie małopolskim, w powiecie limanowskim, w gminie Mszana Dolna.
Potok płynie w Gorcach. Jego źródła znajdują się na północnych stokach Gorca Troszackiego i Kudłonia, na wysokości ok. 1200 m n.p.m. Spływa w północnym kierunku głębokim, zalesionym jarem. Po wypłynięciu z lasu, na polach uprawnych miejscowości Lubomierz zmienia kierunek na północno-wschodni i w centrum miejscowości, poniżej drewnianego kościoła (przysiółek Guzary) uchodzi do Mszanki. Do Rosochy uchodzi kilka mniejszych potoków, największe z nich to Kozerowy Potok i Wielka Dolina.
Na pewnym odcinku obok Rosochy prowadzi znakowany szlak turystyczny z Lubomierza na Kudłoń. W miejscu tym Rosocha płynie wyrzeźbionym w skałach głębokim korytem. Na stromych stokach występują odsłonięcia skalne, w których można zobaczyć łupki przemieszane z ławicami piaskowców. Potok tworzy w niektórych miejscach skalne kaskady i baniory. Tylko górna część potoku znajduje się na obszarze Gorczańskiego Parku Narodowego.